# Michel Hidalgo
Michel Hidalgo (Leffrinckoucke, 1933. március 22. – Marseille, 2020. március 26.) válogatott francia labdarúgó, fedezet, edző. Az 1984-es Európa-bajnok csapat szövetségi kapitánya.

## Pályafutása

### Klubcsapatban
1946-ban az US Normande korosztályos csapatában kezdte a labdarúgást. 1952-ben szerződött a Le Havre együtteséhez, ahol a felnőtt csapat tagja lett. Két idény után a Stade de Reims együtteséhez igazolt. A reimsi csapattal 1954–55-ös idényben bajnokságot nyert, majd a következő idényben a bajnokcsapatok Európa-kupája első kiírásában a döntőig jutott a csapattal, ahol 4–3-as vereséget szenvedtek a Real Madridtól. Hidalgo szerezte a francia csapat harmadik gólját. 1957 és 1966 között az AS Monaco együttesében szerepelt. Itt két-két bajnoki címet és francia kupa-győzelmet ért el a csapattal. 1966-ban 33 évesen hagyta abba a profi labdarúgást.

### A válogatottban
1962-ben egy alkalommal szerepelt a francia válogatottban.

### Edzőként
1968–69-ben az RC Menton vezetőedzője volt. 1976-ban lett a francia válogatott szövetségi kapitánya, ahol előtte már segédedzőként tevékenykedett. Két világbajnokságon és egy Európa-bajnokságon szerepelt a csapattal. Az 1982-es spanyolországi világbajnokságon negyedik, az 1984-es hazai rendezésű Európa-bajnokságon aranyérmes lett az együttessel. 1984-ben az év edzőjének választotta a World Soccer Magazine. Ugyan ebben az évben megvált a szövetségi kapitányi pozíciójától. 1986 és 1991 között az Olympique Marseille csapatánál technikai igazgató (director de football) volt. 2004-ben a kongói válogatott szövetségi kapitánya volt.

## Sikerei, díjai

### Játékosként
Stade de Reims
- Francia bajnokság (Ligue 1)
  - bajnok: 1954–55
- Bajnokcsapatok Európa-kupája (BEK)
  - döntős: 1955–56

 AS Monaco
- Francia bajnokság (Ligue 1)
  - bajnok: 1960–61,  1962–63
  - 2.: 1963–64
- Francia kupa (Coupe de France)
  - győztes: 1960, 1963

### Edzőként
- World Soccer Magazine – az év edzője (1984)

 Franciaország
- Európa-bajnokság
  - aranyérmes: 1984, Franciaország
- Világbajnokság
  - 4.: 1982, Spanyolország